# Backa en Björknäs
Backa en Björknäs (Zweeds: Backa och Björknäs) is een småort in de gemeente Norrtälje in het landschap Uppland en de provincie Stockholms län in Zweden. Het småort heeft 102 inwoners (2005) en een oppervlakte van 107 hectare. Eigenlijk bestaat het småort uit twee plaatsen: Backa en Björknäs. Het småort ligt op een in de Oostzee uitstekend schiereiland en grenst aan een inham van de zee. Het småort wordt grotendeels omringd door bos, maar kleine delen worden omringd door landbouwgrond.